# 1913 год в литературе

## События
- В столице Российской империи городе Санкт-Петербурге был издан последний 16-й том Еврейской энциклопедии Брокгауза и Ефрона.

## Премии

### Международные
- Нобелевская премия по литературе — Рабиндранат Тагор, «За глубоко прочувствованные, оригинальные и прекрасные стихи, в которых с исключительным мастерством выразилось его поэтическое мышление».

### Франция
- Гонкуровская премия — Марк Элдер, «Народ моря»
- Премия Фемина — Camille Marbo, La Statue voilée

## Книги
- «Камень» — первая редакция сборника стихотворений Осипа Мандельштама (вторая редакция — 1913, третья — 1923).

### Романы
- «Александр I» — роман Дмитрия Мережковского.
- «Большой Мольн» — роман Ален-Фурнье.
- «По направлению к Свану» — первая книга из цикла «В поисках утраченного времени» Марселя Пруста.
- «Лунная долина» — роман Джека Лондона.
- «Поллианна» — роман Элеаноры Портер.
- «Приговор» — роман Франца Кафки.
- «Сыновья и любовники» — роман Дэвида Герберта Лоуренса.
- «Росхальде» — роман Германа Гессе.

### Пьесы
- «Пигмалион» — пьеса Бернарда Шоу.

### Энциклопедии
- Вышел последний том Еврейской энциклопедии Брокгауза и Ефрона.

## Родились
- 24 апреля — Золтан Йекей, венгерский писатель, поэт, переводчик, библиотекарь, историк литературы (умер в 1982).
- 22 июня — Шандор Вереш, венгерский поэт и переводчик.
- 28 августа — Робертсон Дэвис, канадский писатель и драматург.
- 10 октября — Клод Симон, французский писатель, лауреат Нобелевской премии по литературе
- 31 октября – Альфреде Данте Гравина, уругвайский писатель
- 7 ноября — Альбер Камю, французский писатель, лауреат Нобелевской премии по литературе
- 23 ноября –  Нистор Кабак, молдавский поэт.
- 18 декабря — Альфред Бестер, американский журналист, редактор и писатель-фантаст (умер в 1987).

## Скончались
- 17 февраля — Чезаре Донати, итальянский писатель и журналист (родился в 1826).
- 2 июня — Альфред Остин, британский поэт (родился в 1835).
- 10 августа — Йоханнес Линнанкоски, финский писатель и переводчик (родился в 1869).
- 13 августа — Илия Блысков,  болгарский писатель и переводчик (родился в 1839).